# 謝爾蓋·納卡里亞科夫
謝爾蓋·米哈伊洛維奇·納卡里亞科夫（俄语：Сергей Михайлович Накаряков，羅馬化：Sergei Mikhailovich Nakariakov，1977年5月10日—），知名小號獨奏家，也致力於柔音號的演奏與推廣。

## 生平
納卡里亞科夫岀生於俄羅斯高尔基，從小學習鋼琴，但在1986年的一次車禍中背部受傷，不能久坐，於是他被迫放棄鋼琴，轉而隨父親米哈伊爾・納卡里亞科夫（Mikhail Nakariakov）學習小號演奏。
1987年，10歲的納卡里亞科夫開始參加在聖彼得堡舉行的多項青年音樂家比賽。當他13歲時，就已被芬蘭的出版界讚譽為「小號的帕格尼尼」（Paganini of the Trumpet）。1991年，納卡里亞科夫在波哥雷里奇音樂節登台，同年8月與立陶宛室內管弦樂團於薩爾茲堡音樂節演出，此後活躍於世界各大音樂廳與音樂節迄今。其獨奏會的鋼琴合作經常是由他的姊姊薇拉・納卡里亞可娃（Vera Nakariakova）擔任。
1992年，納卡里亞科夫與Teldec唱片公司簽約，發行首張專輯《新小號時代》（Trumpet Works），其中包含了拉威爾、蓋希文等作曲家的作品，以及阿爾班的《威尼斯狂歡節》（Carnival of Venice）。1997年，音樂與劇場雜誌稱許其為「小號的卡路索」（Caruso of the Trumpet）。

## 作品

### 商業錄音
| 年份 | 專輯標題                                                      | 出版            | 備註                               |
| ---- | ------------------------------------------------------------- | --------------- | ---------------------------------- |
| 1992 | 《新小號時代》                                                | Teldec Classics |                                    |
| 1993 | （無）                                                        | Teldec Classics | 海頓、胡麥爾等人作品               |
| 1994 | 《卡門幻想曲》 （Carmen Fantasy: Virtuoso Music for Trumpet） | Teldec Classics |                                    |
| 1997 | 《悲歌》 （Élégie）                                           | Teldec Classics |                                    |
| 1999 | （無）                                                        | Teldec Classics | 海頓、孟德爾頌等人－小號改編作品集 |
| 2000 | 《超越極限》 （No Limit）                                     | Teldec Classics |                                    |
| 2001 | 《莫斯科捎來的愛》 （From Moscow with Love）                  | Teldec Classics |                                    |
| 2002 | 《往事迴響》 （Echos from The Past）                          | Teldec Classics |                                    |

## 外部連結
- 納卡里亞科夫的官方網站 （页面存档备份，存于） （英文）
- 謝爾蓋·納卡里亞科夫的Discogs页面（英文）